# Lophocampa subvitreata
Lophocampa subvitreata là một loài bướm đêm thuộc phân họ Arctiinae, họ Erebidae.